# Maçat
Massat (en francès) o Maçat (en occità, amb c etimològica) és un municipi francès, situat al Departament de l'Arieja a la regió Occitània. Forma part del Coserans (en francès, Couserans), una regió històrica dels Pirineus francesos. El municipi és travessat pel riu Arac, un afluent del riu Salat.